# 光學隔離器
光學隔離器，又稱光學二極體，是一種可限制光線向特定方向行進的光學儀器。它通常被用來防止多餘的反馈光線進入光學振盪器中，例如雷射腔。其運作原理乃為法拉第效應（磁光效應所造成），而該效應被用在其主元件，亦即法拉第旋光器中。

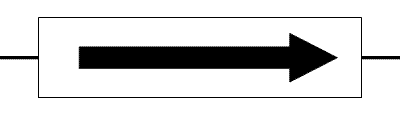
圖一：光學隔離器在光路中的符號

## 原理
光學隔離器的主元件是法拉第旋光器。如图二所示，我們在旋光器中施加一個磁场。它的磁感应强度在光线传播方向上的分量大小为{\displaystyle B}。这个磁场会使光線通過旋光器時偏振方向发生旋轉。旋轉角度{\displaystyle \beta }為：
{\displaystyle \beta =\nu Bd\,},
其中{\displaystyle \nu }是旋光器材料（非晶體或晶體；固體，液體或氣體）的韦尔代常数，{\displaystyle d}則是旋光器的長度。在光學隔離器中，旋轉角度被特別設為45度。
另外，任何種類的光學隔離器（不僅是法拉第隔離器）都需要某種非互換性機制。

## 偏振相關隔離器

圖二：法拉第旋光器，以及一個起偏器和一個檢偏器

偏振相關隔離器，又稱法拉第隔離器，由三個部分組成：一個輸入偏振片（起偏器，偏振方向為垂直）、一個法拉第旋光器、以及一個輸出偏振片（又稱檢偏器，偏振方向為45度）。
順向行進的被輸入偏振片極化，成為垂直偏振光。接著，法拉第旋光器會將光線的偏振方向旋轉45度。最後，檢偏器允許該光線通過該隔離器。
反向行進的光線則先通過檢偏器（一樣是偏振片），並被其極化為45度偏振光。接著，法拉第旋光器同樣會將該光線的偏振方向旋轉45度。這表示該光線最後會變成水平偏振的（法拉第效应的非互换性使得偏振旋轉方向與光的行進方向无關）。由於起偏器只允許垂直偏振光通過，向後行進的光因此就被阻隔了。
圖二是一個法拉第旋光器、一個起偏器和一個檢偏器的組合。對於一個偏振相關隔離器而言，起偏器與檢偏器之間的夾角{\displaystyle \beta }被設為45度。
偏振相關隔離器通常被用在自由空間光系統中。這是因為光源的偏振方向在其中通常是被維持的。在光纖系統中，偏振方向在非偏振維持系統中會被分散，因此會導致偏振角的損耗。

## 偏振獨立隔離器

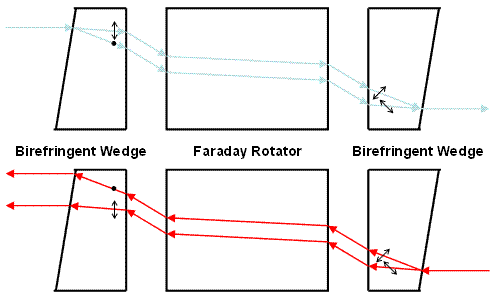
圖三：偏振獨立隔離器

偏振獨立隔離器也是由三個部分構成：一個輸入双折射楔 （其普通偏振方向為垂直、異常偏振方向為水平）、一個法拉第旋光器、以及一個輸出双折射楔 （其普通偏振方向為45度、異常偏振方向為−45度）。
順向行進的光線被輸入雙折射楔拆成垂直偏振與水平偏振二部分，各自被稱作普通光（o光，ordinary ray）和異常光（e光，extraordinary ray）。接著，法拉第旋光器將o光和e光的偏振方向皆顺时针旋轉45度，使o光的偏振方向為45度，而e光的偏振方向為−45度。最後，輸出雙折射楔再將二者重新合併 。
反向行進的光線則先通過輸出雙折射楔，並被其分離成偏振方向為45度的o光和偏振方向為-45度的e光。接著，法拉第旋光器再次將o光和e光的偏振方向同時逆时针旋轉了45度，使o光呈垂直偏振而e光呈水平偏振。最後當它們通過輸入雙折射楔時，它們並不會被重新合併成一道光線，而是被分散掉。
圖三顯示了光線通過偏振獨立隔離器的情形。順向行進的光線在圖中以藍色表示，反向行進的光線則以紅色表示。這二道光線的路徑是以普通折射率為2而異常折射率為3得出的。其中楔角為7度。

## 光學隔離器與熱力學
這種裝置只允許光線向一個特定方向前進，看似會違反基尔霍夫热辐射定律以及熱力學第二定律，因為它可讓光能從較冷的物體流向較熱的物體，並阻止反向機制的運作。但是，由於隔離器本身會吸收（而非反射）來自較熱物體的光線並最終重新輻射到較冷的物體上，所以事實上這二個定律並不會被違背。讓光子從冷處返回熱處的嘗試會不可避免地創造了其他光子從熱處到冷處的路徑，因此避免了悖論的產生。

## 外部連結
- Optical Isolators - FDK（英文）